# Humboldt/Gremberg
Humboldt/Gremberg ist ein östlicher Stadtteil von Köln im rechtsrheinischen Stadtbezirk Kalk, der bei einer Gebietsreform im Jahre 1975 aus zwei ehemals eigenständigen Stadtteilen entstanden ist. Die Gründung des Ortsteils Humboldt erfolgte während der Industrialisierung der benachbarten Orte in der zweiten Hälfte des 19. Jahrhunderts, die erste urkundliche Erwähnung von heutigen Stadtteilflächen des Gremberger Gebietes wurde hingegen schon in einem Schriftstück aus dem Jahre 1003 niedergeschrieben. Durch unterschiedliche Gemeindezugehörigkeiten wurde Humboldt bereits 1888 nach Köln eingemeindet, Gremberg zusammen mit der Gemeinde Vingst im Jahre 1910.
Während des 20. Jahrhunderts entwickelten sich beide Orte zu Arbeiterwohngebieten für die Beschäftigten der benachbarten Fabriken. Durch den wirtschaftlichen Strukturwandel während der 1980er-Jahre und der damit verbundenen Schließung zahlreicher Fabriken wurde Humboldt/Gremberg im Jahre 1994 als ein „Stadtteil mit erhöhtem Erneuerungsbedarf“ in das Integrierte Handlungskonzept „Kalk-Programm“ aufgenommen, welches mit finanziellen Mitteln von Bund, Land und Stadt die Neuschaffung von Arbeitsplätzen, die Modernisierung der Wohnbebauung sowie den Ausbau sozialer Netzwerke im Stadtteil fördert. Das Stadtteilbild wird heute von sanierten Nachkriegsbauten sowie zahlreichen gut erhaltenen Wohnhäusern aus der Gründerzeit geprägt, mit über 15.000 Einwohnern zählt Humboldt/Gremberg zu den bevölkerungstärkeren Stadtteilen des rechtsrheinischen Kölner Stadtgebietes.

## Geographie
Der Stadtteil liegt an einer heute trockenen Rinne im ehemals sumpfigen Gebiet der Niederterrasse des Rheins. Der Boden des Ortsgebietes ist stark löss- und lehmhaltig, der höchste Punkt liegt mit 70 Meter über NN im Gremberger Wäldchen, der niedrigste mit 44 Meter in der Nähe der Autobahnausfahrt Kalk/Poll.
Humboldt/Gremberg grenzt mit dem Bahndamm der rechten Rheinstrecke und Siegstrecke im Norden an Kalk und an Vingst sowie im Nordosten an Ostheim, am Autobahnkreuz Köln-Gremberg im Südosten des Stadtteils verläuft die Grenze zu Westhoven, im Süden begrenzt die A559 das Stadtteilgebiet zu Poll und im Westen die B55 zu Deutz.

## Geschichte

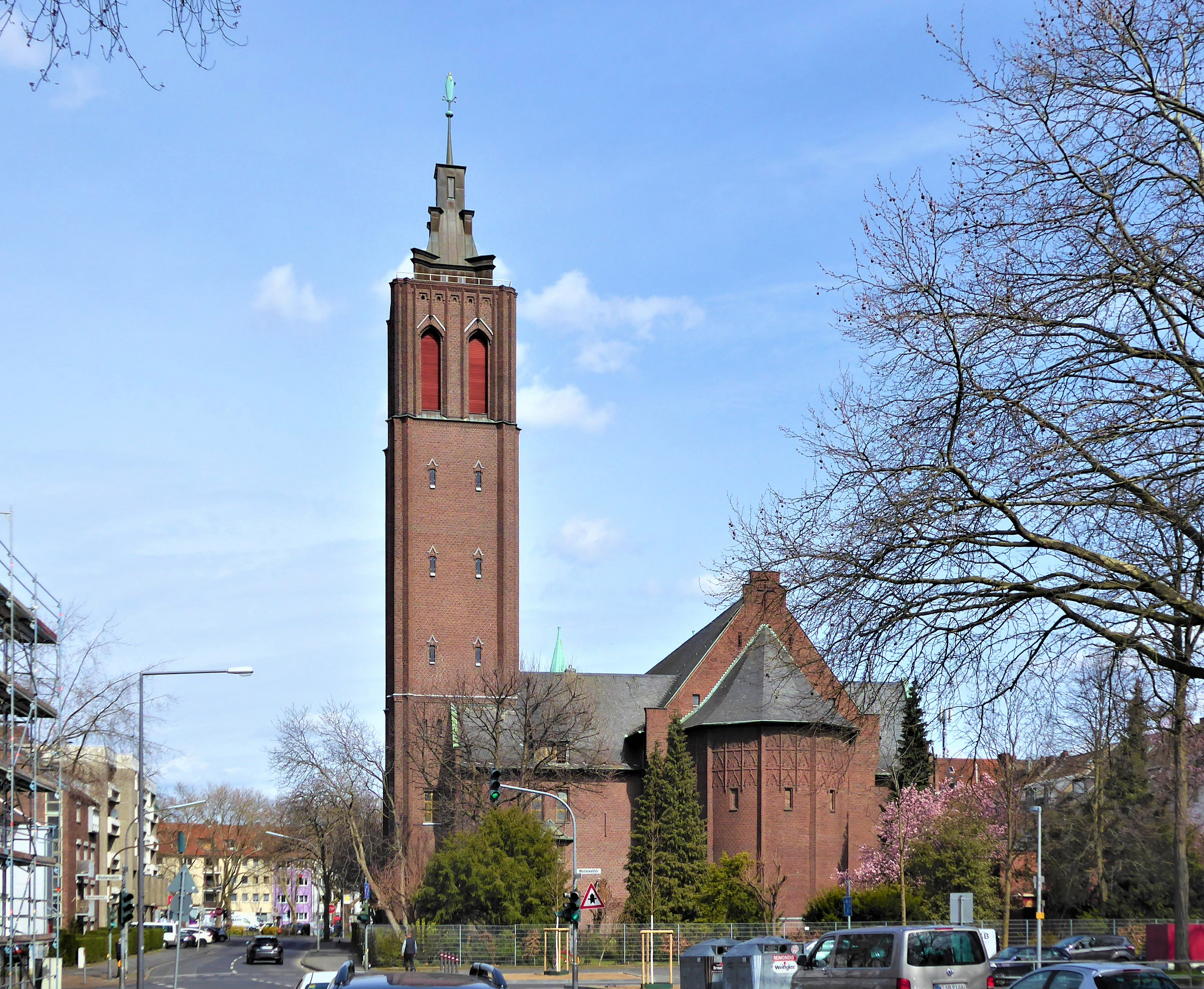
Die Kirche St. Engelbert in Humboldt mit ihrem markanten Turm

Die beiden durch eine Gebietsreform im Jahre 1975 zusammengelegten Orte haben eine sehr unterschiedliche Entwicklungsgeschichte. Deshalb wird die Geschichte der Orte getrennt behandelt.

### Geschichte von Humboldt
Im Bereich des Ortsteils, der zum Verwaltungsbezirk Deutz gehörte, gab es in der Mitte des 19. Jahrhunderts nur Äcker und Wiesen. Später wurde auf dem Gelände des heutigen Humboldtparks eine kleine Fabrik gebaut, in der Sprengstoff hergestellt wurde. In der Nähe des Firmengeländes wurden die ersten Häuser für die Mitarbeiter erbaut. Von der Pulvermühle, die 1870 explodierte, ist nur noch der Name der angrenzenden Straße An der Pulvermühle übrig geblieben.

Humboldtkolonie, Usinger Straße um 1880

Die in der benachbarten Stadt Kalk beheimatete Maschinenbau A. G. Humboldt benötigte für ihre Arbeiter Wohnraum. Deshalb entschloss man sich, im freien Feld südlich des Firmengeländes Grundstücke zu kaufen. Es war vorgesehen, an schnurgeraden Straßen auf rechtwinkligen Grundstücken Eigenheime zu errichten. Im Jahre 1875 waren rund um die Wattstraße der mittleren Ost-West-Achse, der sogenannten Humboldtkolonie, 42 Eigenheime mit Nutzgärten entstanden. Da sich die Fabrik am Anfang der 1880er-Jahre überschuldete und sie im Jahre 1884 liquidiert wurde, ließ auch die Bautätigkeit auf dem Siedlungsgebiet nach, denn die Nachfolgegesellschaft, die Maschinenbauanstalt Humboldt A. G, zeigte an der Fortführung des Projektes wenig Interesse. Erst am Ende des 19. Jahrhunderts setzte die Bebauung wegen der zunehmenden Arbeiterschaft im Industriestandort Kalk wieder ein. Von den ursprünglichen Planungen wurde abgewichen, und es wurden auch mehrgeschossige Mietshäuser an geschwungenen Straßen, wie beispielsweise an der Hachenburger Straße, gebaut. Am 1. April 1888 wurde Humboldt zusammen mit Deutz in die Stadt Köln eingemeindet. In den Jahren 1898/99 erbaute Eduard Endler für die wachsende Gemeinde die Notkirche St. Engelbert im neugotischen Stil.

### Geschichte von Gremberg

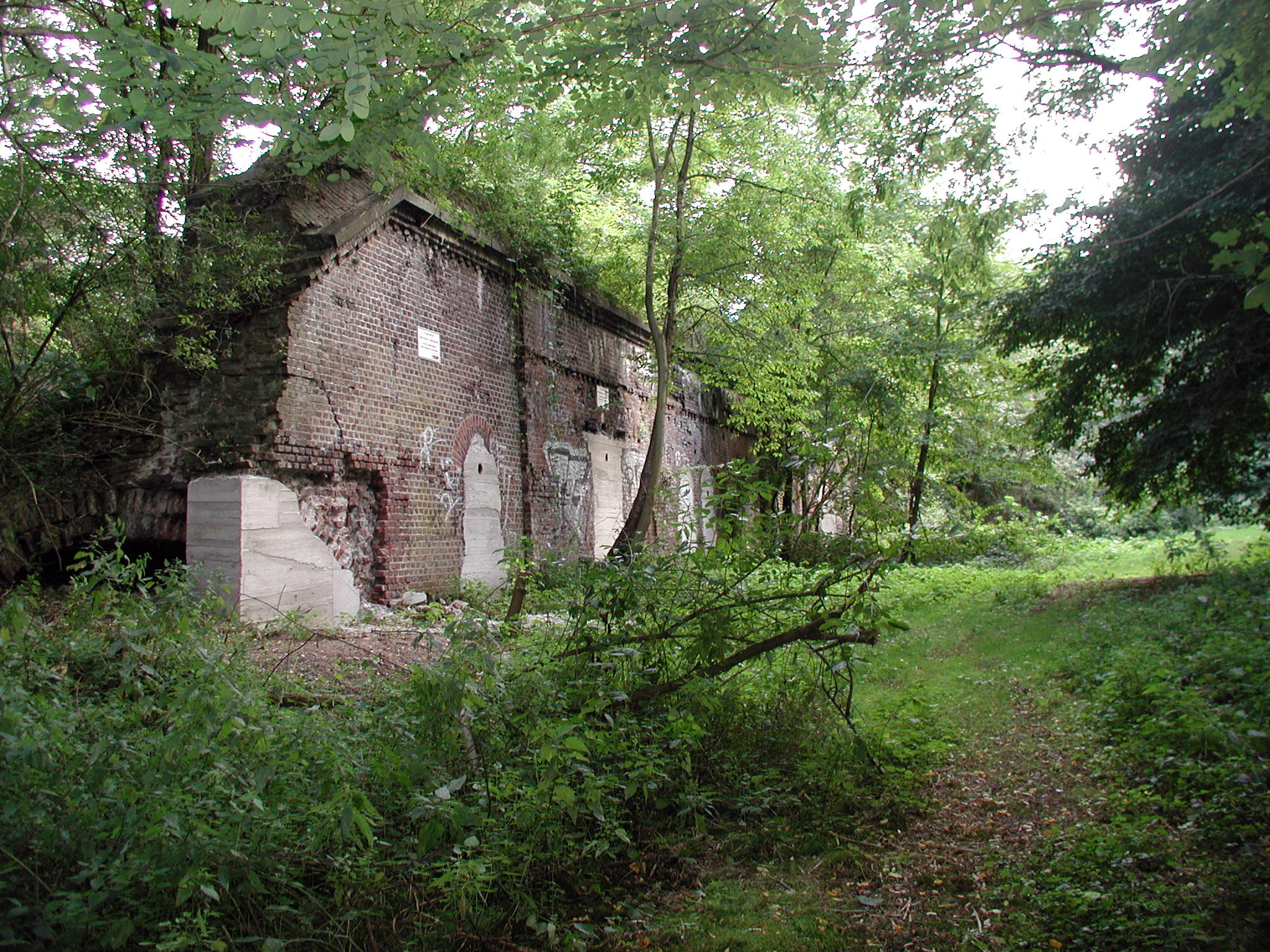
Zwischenwerk IX b

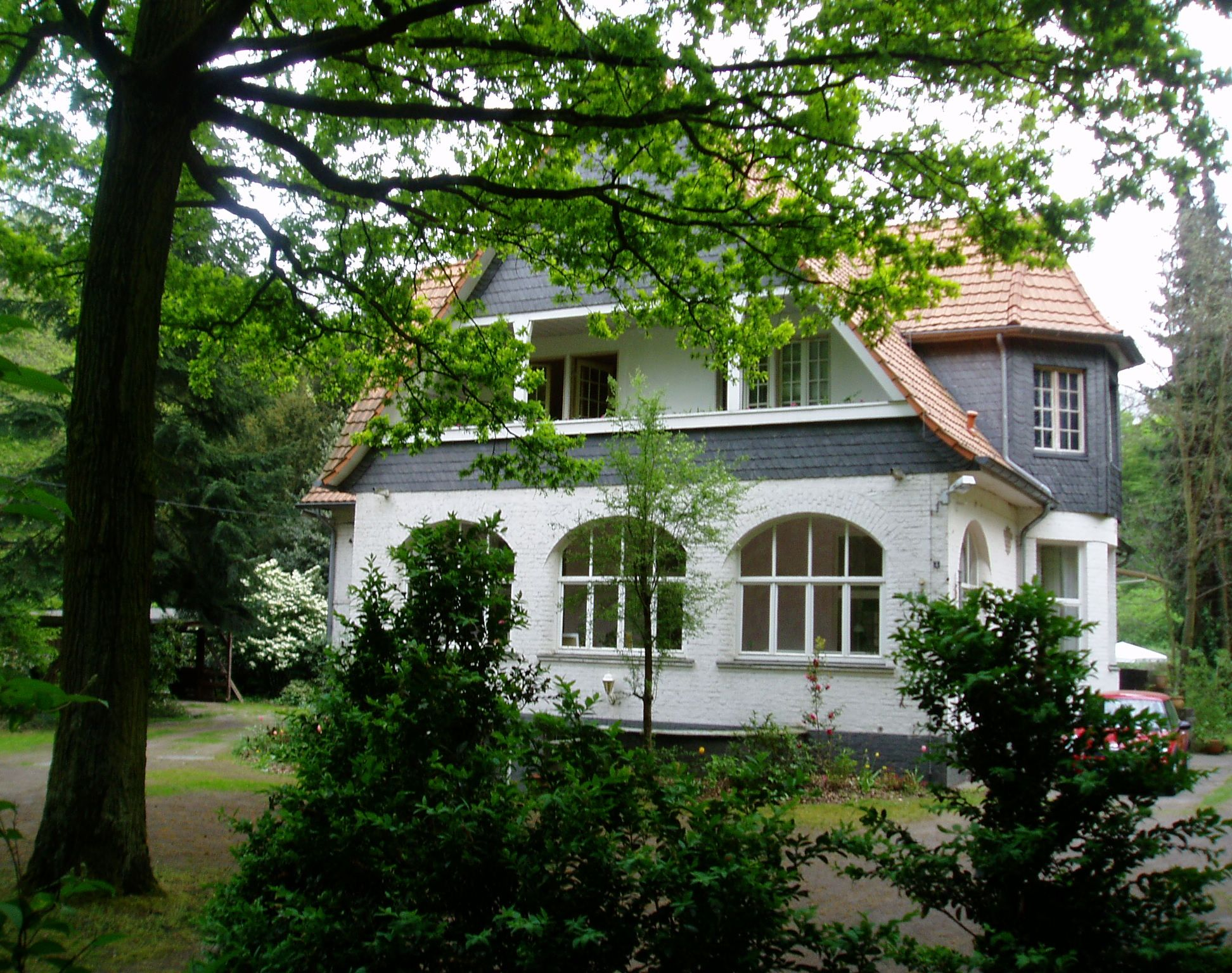
Forsthaus im Gremberger Wäldchen

In einer Schenkungsurkunde überschrieb Heribert von Köln im Jahre 1003 der neugegründeten Abtei Deutz zahlreiche Pfründen, so unter anderem die Pfarrkirche Deutz mit dem ihr aus den umliegenden Höfen Deutz, Kalk, Vingst, Poll, Rolshoven und Westhoven zustehenden Zehnten, sowie den halben Wald Grevenbruck, das heutige Gremberger Wäldchen. In einer weiteren Urkunde vom 13. März 1386 wurde auf Antrag des Erzbischofs Friedrich von Köln und des Herzogs Wilhelm II. von Berg die genaue Grenze zwischen Kurköln und dem Herzogtum Berg beschrieben, die seit der Integration des Deutzgaus in die damalige Grafschaft Berg bestand. Dort wird das Gebiet als „Grevenberge“ aufgeführt.
Der in der Mitte des Wäldchens liegende Gremberger Hof, dessen Existenz seit 1663 urkundlich nachgewiesen ist, befand sich bis zur Säkularisation im Besitz der Abtei Deutz. Der Hof war bis zum Ende des 19. Jahrhunderts das einzige Gebäude im gesamten Gebiet. Im Jahre 1828 wurden dort insgesamt 20 Einwohner gezählt. Die übrige Fläche Grembergs bestand nur aus Feldern und Wald. Im Zuge der Anlage des äußeren Kölner Festungsrings wurde im Auftrag der Verwaltung Preußens zwischen 1877 und 1880 das Zwischenwerk IX b im heute östlichen Teil des Waldgebietes errichtet. Im Jahre 1900 kaufte die Stadt Köln das 302 Morgen umfassende Gremberger Wäldchen für 400.000 Mark vom Staat Preußen, um den ehemaligen Staatsforst als Naherholungsgebiet für die Kölner Bürger zu nutzen. In unmittelbarer Nähe des Gremberger Hofes wurde 1911 ein Forsthaus mit Restaurant eröffnet, welches die Stadtverwaltung mit 28.134 Mark vorfinanzierte.
Durch den Bau der Bahnanlagen der Siegstrecke im Jahre 1886 erhielt das heutige Gremberger Ortsteilgebiet zwar mit dem Personenbahnhof Kalk-Süd einen Anschluss an das Eisenbahnnetz, wurde dabei aber gleichzeitig vom restlichen Vingster Ortsgebiet abgetrennt. Die Gemeindeverwaltung beauftragte im selben Jahr den Bau einer Schule an der Odenwaldstraße, da sie in diesem Gebiet durch den Bahnanschluss und die zunehmende Industrialisierung Kalks einen größeren Bevölkerungszuwachs erwartete. Obwohl 1890 mit der Akkumulatorenfabrik Gottfried Hagen ein großes Industrieunternehmen in diesem Bereich seinen Betrieb aufnahm, verlief der Bevölkerungszuwachs langsamer als erhofft, sodass die Schule erst 1896 nach dem Bau eines Lehrerhauses den Betrieb aufnahm.
Zwischen 1900 und 1910 wurden zwischen Odenwaldstraße und Gremberger Straße mehrere zwei- bis viergeschossige Häuserzeilen als Wohnraum für die Beschäftigten der Kalker und Vingster Fabriken gebaut, aber das Gremberger Gebiet blieb aufgrund eines fehlenden Straßenbahnanschlusses weiterhin kein attraktiver Wohnort, denn 1909 waren 93 Wohnungen in dem Neubaugebiet noch nicht vermietet. Die Konsumgenossenschaft Hoffnung wählte diesen Bereich 1908 für die Anlage ihrer Zentrale, die aus einem dreigeschossigen Büro- und Geschäftshaus, einem Zentrallager sowie mehreren Produktionsbauten bestand. Nachdem Gremberg zusammen mit der Gemeinde Vingst am 1. April 1910 in die Stadt Köln eingemeindet worden war, plante die Stadtverwaltung eine Straßenbahnlinie, die von der Innenstadt bis ins Naherholungsgebiet Gremberger Wäldchen fahren sollte. Die 1913 begonnenen Baumaßnahmen wurden mit Beginn des Ersten Weltkrieges eingestellt und danach nicht wieder aufgenommen.
Im Jahre 1911 wurden die katholischen Gläubigen des Gremberger Gebietes der Pfarrgemeinde in Humboldt zugeordnet, da die Notkirche St. Engelbert näher als die Vingster Kirche St. Martin lag. Gleichzeitig initiierte der zuständige Dechant Martin Köllen die Gründung eines Kirchenbauvereins, dessen Ziel die Finanzierung eines eigenen Kirchengebäudes am Gremberg war. Die Unterstützung seitens der Bevölkerung für dieses Vorhaben war allerdings sehr gering, da diese meist als Fabrikarbeiter nicht sehr viel verdienten. Köllen wurde auch im Gegensatz zu den benachbarten Ortschaften kein kostenfreier Kirchenbauplatz zur Verfügung gestellt, sodass er auf eigene Kosten einen Saal auf einer Hofanlage an der Roddergasse für 100 Mark jährlich auf fünf Jahre anmietete. Er investierte weitere 500 Mark seines eigenen Kapitals für Umbauarbeiten am Gebäude. Die Inneneinrichtung wurde von anderen Pfarrgemeinden zur Verfügung gestellt. Am 15. Oktober 1911 weihte Köllen die Notkirche auf den Namenspatron seines Vaters – den heiligen Antonius von Padua. Drei Jahre später wurde St. Antonius, mit gleichzeitiger Einsetzung eines eigenen Pfarrers, zur Rektoratsgemeinde der Pfarre St. Engelbert in Humboldt.

## Bevölkerung

### Bevölkerungsentwicklung
| 1980   | 1985   | 1990   | 1995   | 2000   | 2005   | 2010   | 2011   | 2012   | 2013   | 2014   | 2015   | 2016   | 2017   | Prognose 2025 |
| ------ | ------ | ------ | ------ | ------ | ------ | ------ | ------ | ------ | ------ | ------ | ------ | ------ | ------ | ------------- |
| 16.161 | 14.920 | 14.713 | 14.684 | 14.760 | 15.019 | 15.054 | 15.238 | 15.159 | 15.108 | 15.219 | 15.480 | 15.524 | 15.507 | 12.900        |

Seit der Schließung der letzten größeren Industriebetriebe im Ort und im benachbarten Kalk in den frühen 1980er-Jahren war die Einwohnerzahl bis 1995 leicht rückläufig, seit 2005 stagniert sie bei rund 15.000. Nach der Prognose des Amts für Stadtentwicklung wird sie bis zum Jahre 2025 wie bei fast allen Stadtteilen des innenstadtnahen Kerngebiets rückläufig sein.

### Einwohnerstruktur
Von den am 31. Dezember 2017 angegebenen 15.507 Einwohnern, von denen 54 Humboldt/Gremberg als ihren Zweitwohnsitz angemeldet hatten, waren 7.664 weiblich und 7.843 männlich, das Durchschnittsalter lag bei 40 Jahren. Der Anteil ausländischer Bürger lag bei 32,9 % (Vergleich: durchschnittlich 17,5 % im Stadtgebiet Köln). 32,6 % der Bevölkerung waren zum Stichtag katholisch, 10,7 % evangelisch. Die übrigen Einwohner waren entweder konfessionslos oder gehörten anderen Religionen und Weltanschauungen an. Die Arbeitslosenquote lag am 31. Dezember 2016 bei 13,6 %, 18,9 % aller Privathaushalte in Humboldt/Gremberg waren Bedarfsgemeinschaften nach SGB II.

### Wohnverhältnisse
Die 7729 in Humboldt/Gremberg vorhandenen Wohnungen, von denen 6,1 % öffentlich gefördert worden sind, sind durchschnittlich 60,6 Quadratmeter groß. Die durchschnittliche Wohnfläche je Bürger lag bei 30,2 Quadratmetern (Stand: 2017). Im Jahre 2016 wurde in der Statistik des Amtes für Stadtentwicklung ein Anteil von 17 % von Ein- und Zweifamilienhäusern an allen Wohngebäuden aufgeführt.

### Politik und Wahlverhalten
Kommunalpolitisch werden die Humboldt/Gremberger Bürger durch die Bezirksvertretung Köln-Kalk vertreten. Das Stadtteilgebiet ist in sieben Stimmbezirke sowie zwei Briefwahlbezirke aufgeteilt. Bei Kommunalwahlen bildet der Wahlbezirk Humboldt/Gremberg I einen Wahlkreis mit dem Wahlbezirk Kalk und der Wahlbezirk Humboldt/Gremberg II einen Wahlkreis mit dem Wahlbezirk Vingst. Alle Stimmbezirke weisen ein typisches Wahlverhalten für einen klassischen Arbeiterstadtteil auf, sodass die linksgerichteten Parteien mehrheitlich gewählt wurden.
Bei der Bezirksvertretungswahl am 25. Mai 2014 erhielt die SPD 37,6 %, die CDU 18 %, Grüne 12,7 %, pro Köln 5,1 %, Die Linke 13,4 % und die AfD 4,3 %. Die Wahlbeteiligung der 10.429 Wahlberechtigten lag bei 33,7 %.
Bei der Ratswahl am 25. Mai 2014 erhielt die SPD 35,9 %, die CDU 18,4 %, Grüne 8,8 %, pro Köln 4,9 %, Die Linke 12,7 % und die AfD 4,5 %. Die Wahlbeteiligung der 10.429 Wahlberechtigten lag bei 33,7 %. Im gemeinsam mit dem Wahlkreis Kalk gebildeten Wahlbezirk 42 wurde Michael Paetzold von der SPD in den Rat der Stadt Köln gewählt. Im gemeinsam mit dem Wahlkreis Vingst gebildeten Wahlbezirk 43 wurde Susana dos Santos Herrmann von der SPD in den Rat der Stadt Köln gewählt.
Zur Bundestagswahl am 22. September 2013 erhielt die SPD 35,8 % der Zweitstimmen, die CDU 25,2 %, Grüne 10,7 %, Die Linke 11,9 %, FDP 3,1 % und die AfD 4,5 %. Martin Dörmann, der direkt in den Bundestag gewählte SPD-Kandidat des Kölner Wahlkreises 1, erhielt in Humboldt/Gremberg 41,2 %. Die Wahlbeteiligung der 8655 Wahlberechtigten lag bei 58,7 %.
Bei der Landtagswahl am 13. Mai 2012 erhielt die SPD 43,2 % der Zweitstimmen, die CDU 14,3 %, Grüne 15,1 %, Piratenpartei 11,3 %, Die Linke 5,8 %, pro NRW 3,2 % und die FDP 3,8 %. Stephan Gatter, der direkt in den Landtag gewählte SPD-Kandidat des Landtagswahlkreises 18 Köln VI, erhielt in Humboldt/Gremberg 47,5 %.

## Infrastruktur und Wirtschaft

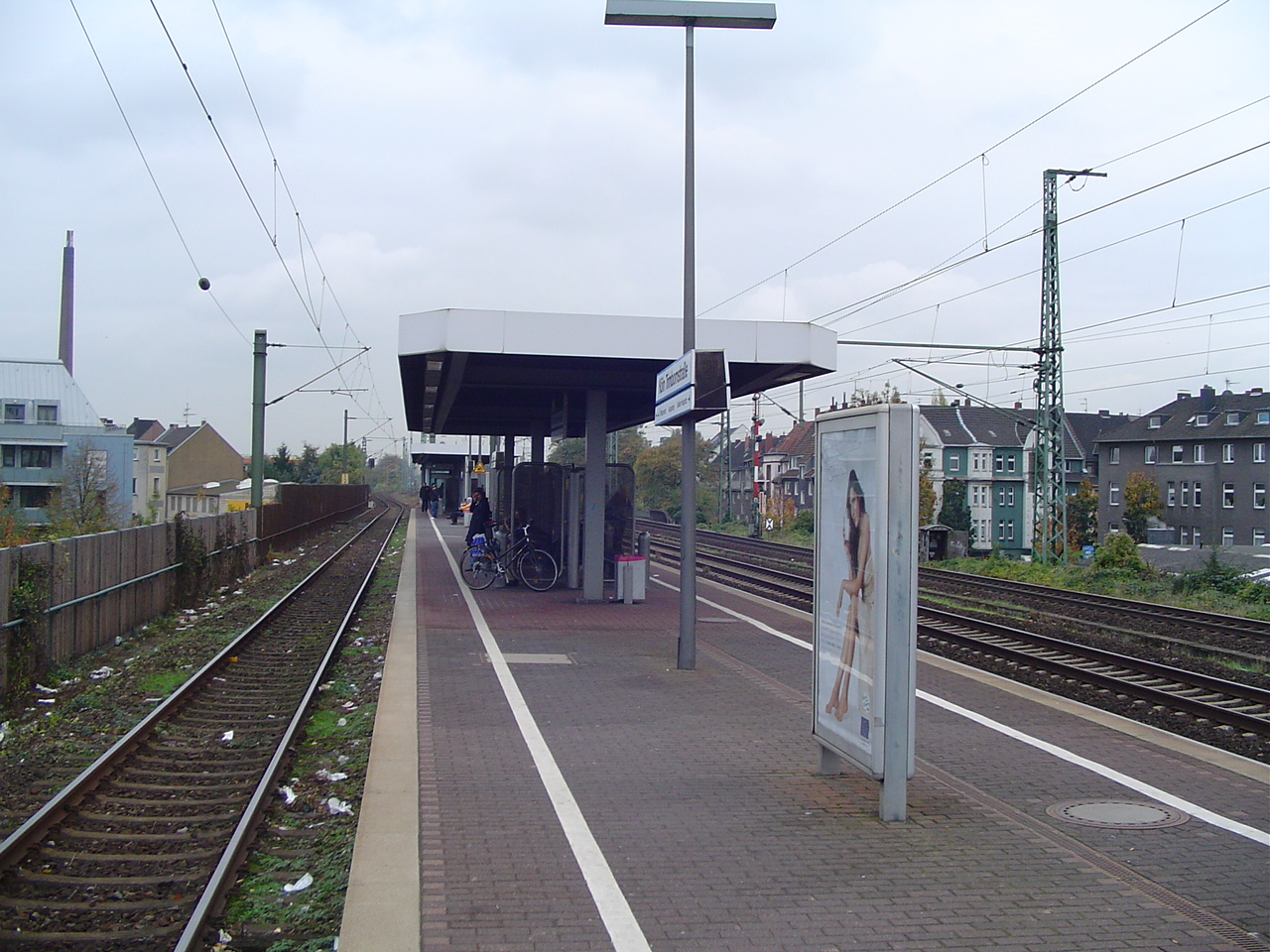
S-Bahn-Station Trimbornstraße

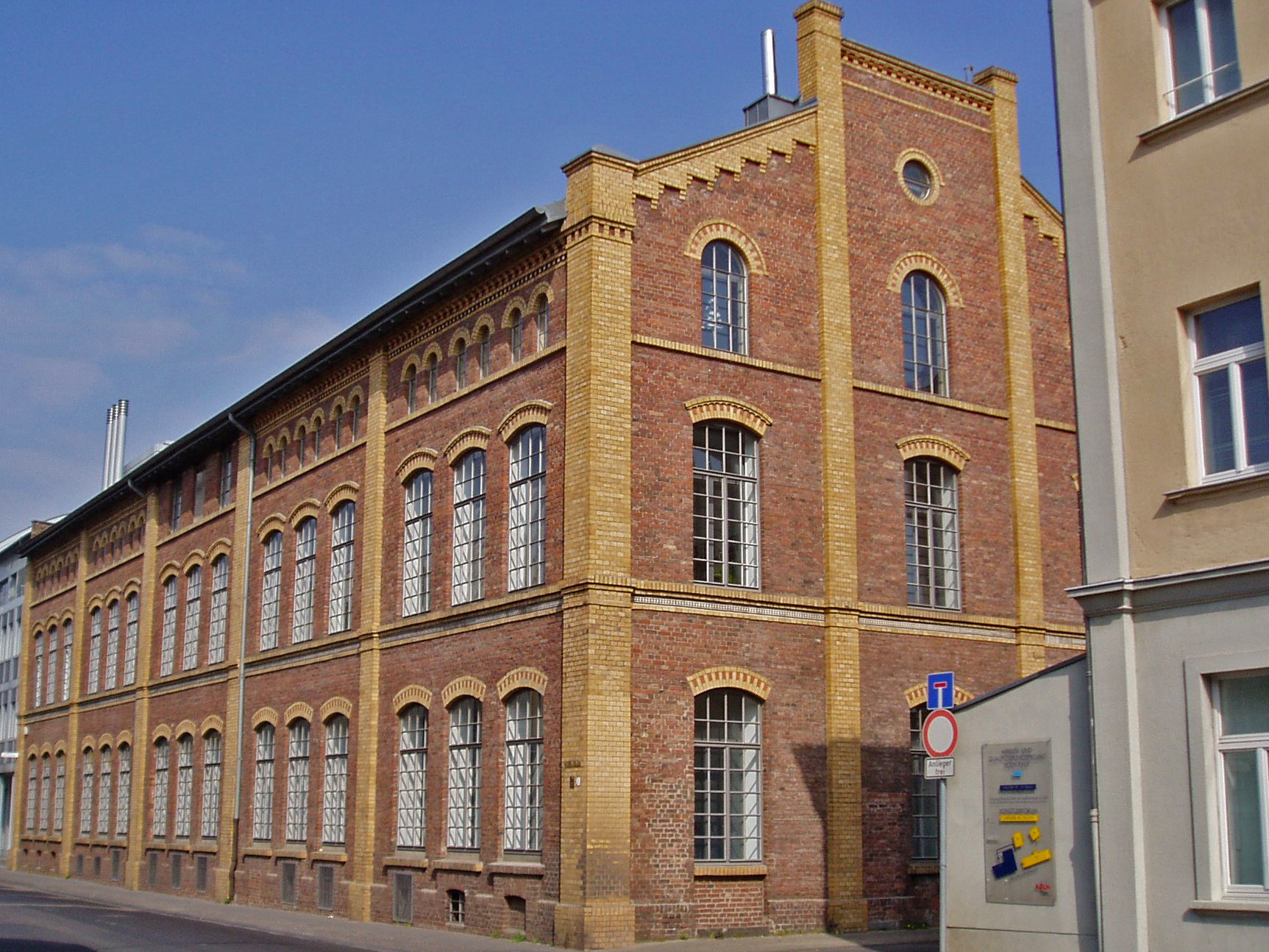
Ehemaliges Fabrikgebäude der Firma Hagen

Im Flächennutzungsplan sind nur 28 % des 2,8 Quadratkilometer großen Stadtteilgebietes als Wohnbaufläche ausgewiesen, knapp 14 % als Grünfläche, 25 % als Forstfläche, 14 % als Gewerbefläche und 3 % als Gemeinbedarfsfläche, der Rest des Humboldt/Gremberger Gebietes verteilt sich auf überörtliche Straßen und Eisenbahnanlagen der zwei den Stadtteil berührenden DB-Strecken.

### Verkehrserschließung
Obwohl im Stadtteil fast 15.000 Einwohner leben, wurde ein in den 1970er-Jahren geplanter U-Bahn-Anschluss nie realisiert. An der Stadtteilgrenze zu Kalk gibt es seit den 1990er-Jahren eine Zusteigemöglichkeit zur S-Bahn an der Trimbornstraße. Den Rest des ÖPNV bewältigen die beiden Buslinien 153 und 159 der KVB, die sich an der Gremberger Straße/Rolshover Straße kreuzen. Humboldt/Gremberg verfügt über einen direkten Anschluss an die A 559, eigenartigerweise wurde diese Ausfahrt Kalk/Poll benannt. Der Rangierbahnhof Gremberg liegt südlich des Gremberger Wäldchens. Er wird nicht dem heutigen Stadtteil Humboldt/Gremberg zugerechnet.

### Geschäftswelt und Industrie
Neben mehreren großen Supermärkten im Bereich Gremberg sind in Humboldt rund um die Kirche St. Engelbert sowie an der Taunusstraße viele kleinere Geschäfte zu finden. Der einzige klassische Industriebetrieb ist die Firma Kippes. Auf dem Gelände der Ende der 1980er-Jahre in Konkurs gegangenen Firma Hagen ist mittlerweile der Technologiepark Hagen-Campus entstanden. Dort sind Unternehmen aus dem Bereich der Kommunikationstechnologien, Biotechnik-Unternehmen, Unternehmen aus dem medizinisch-technischen Bereich, Designer, Softwareentwickler sowie verschiedene Dienstleister aus dem Consulting-Bereich ansässig. Ebenfalls auf diesem Gelände befindet sich das Rechtsrheinische Technologie- und Gründerzentrum Köln. Dort finden Existenzgründer und junge Technologieunternehmen im Bereich der Zukunftstechnologien neben günstigen Labor- und Büroräumen umfassende Beratung und Unterstützung bei der Gründung und beim Aufbau ihres Unternehmens.

### Schulen und Kindergärten
Neben einem Berufskolleg und zwei Grundschulen, gibt es im Stadtteil mehrere Kindergärten.
Die Hauptschule wurde zum 31. Juli 2011 geschlossen.

### Kirchengemeinde
Die Pfarreien St. Marien und St. Engelbert bilden mittlerweile eine Gemeinschaftsgemeinde.
Die evangelische Gemeinde Köln-Kalk-Humboldt wurde zum 31. Dezember 2010 aufgelöst und ab 1. Januar 2011 durch Fusion mit der Kirchengemeinde Kalk zur Gemeinde Kalk-Humboldt. Sie umfasst seitdem die Stadtteile Gremberg, Humboldt und Kalk.

## Sehenswürdigkeiten
- Forsthaus im Gremberger Wäldchen

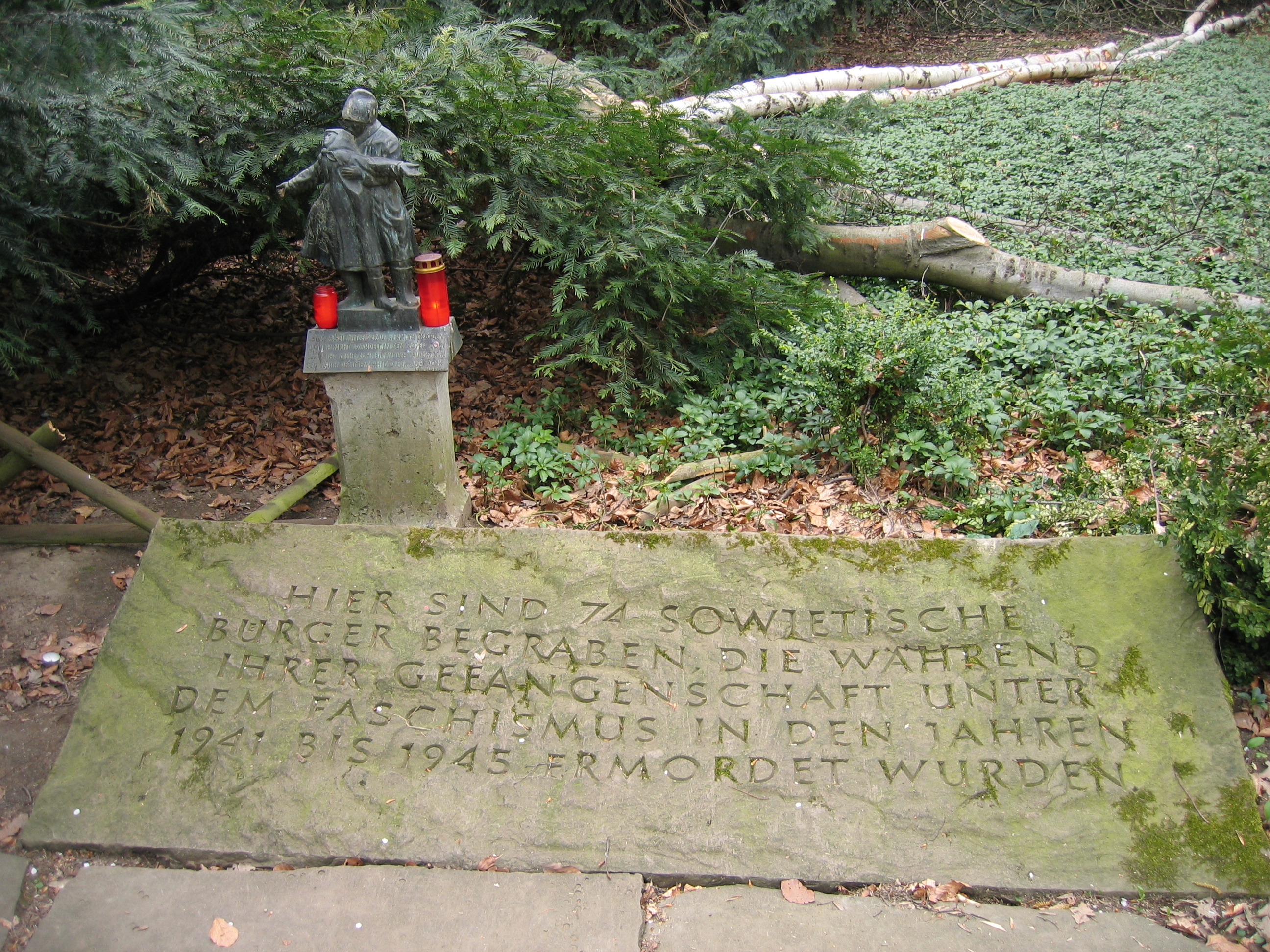
Grab- und Gedenkstätte im Gremberger Wäldchen

- Sammelgrab und Gedenkstätte für 74 während der NS-Zeit ermordete sowjetische Gefangene im Gremberger Wäldchen
- Pfarrkirche St. Engelbert
- Humboldtpark
- Backsteinkirche Gustav-Adolph-Haus in der Hachenburgerstr
- Liste der Baudenkmäler im Kölner Stadtteil Humboldt/Gremberg